# Giải Âm nhạc châu Âu của MTV 2015
MTV EMAs 2015 (còn được biết đến là Giải Âm nhạc châu Âu của MTV) được diễn ra tại Mediolanum Forum ở Assago, gần Milan, Italy, vào ngày 25 tháng 10 năm 2015. Đây là lần thứ ba giải được diễn ra tại Italy và là lần thứ hai Milan là chủ nhà. Giải nay nay cũng được diễn ra cùng với nơi mà đã tổ chức MTV EMAs 1998. Ngày 30 tháng 9 năm 2015, thông báo rằng Ed Sheeran sẽ dẫn chương trình, cùng với Ruby Rose.
Justin Bieber giành hai trong số những giải quan trọng nhất đó là nam nghệ sĩ xuất sắc nhất và nghệ sĩ toàn cầu.
Từ giữa năm 2015, Milan cũng là nơi tổ chức Expo 2015, một đối tác của giải năm nay.

## Quá trình bình chọn
| Hạng mục                           | Cách thức bình chọn                                        | Thời gian bắt đầu | Thời gian kết thúc |
| ---------------------------------- | ---------------------------------------------------------- | ----------------- | ------------------ |
| Nghệ sĩ có nhiều người hâm mộ nhất | Twitter, Instagram và Vine Hashtag                         | 15/9 @12pm CET    | 25/10 @21:30pm CET |
| Nghệ sĩ toàn cầu                   | Website/App                                                | 8/9 @12pm CET     | 24/10 @11:59pm CET |
| Video xuất sắc nhất                | Ban biên tập MTV Music - không dành cho khán giả bình chọn | N/A               | N/A                |
| Video Visionary Award              | Ban biên tập MTV Music - không dành cho khán giả bình chọn | N/A               | N/A                |
| Còn lại                            | Website/App                                                | 15/9@12pm CET     | 24/10 11:59pm CET  |

## Các mành trình diễn
| Nghệ sĩ                   | Ca khúc                                                                                        |
| Pre-show                  | Pre-show                                                                                       |
| ------------------------- | ---------------------------------------------------------------------------------------------- |
| Fifth Harmony             | "Worth It"                                                                                     |
| Main show                 |                                                                                                |
| Macklemore & Ryan Lewis   | "Downtown"                                                                                     |
| Jason Derulo              | "Want to Want Me"                                                                              |
| Ellie Goulding            | "Love Me like You Do"                                                                          |
| Twenty One Pilots         | "Tear in My Heart"                                                                             |
| Rudimental Ed Sheeran     | "Lay It All on Me"                                                                             |
| Justin Bieber             | "What Do You Mean?"                                                                            |
| Jess Glynne               | "My Love" Hold My Hand" Don't Be So Hard On Yourself"                                          |
| James Bay                 | "Hold Back the River"                                                                          |
| Tori Kelly Andrea Bocelli | "Should've Been Us" No Scrubs" Real Love" Ready or Not" Con te partirò" Just Give Me a Reason" |
| Pharrell Williams         | "Freedom"                                                                                      |

## Đề cử
Danh sách đề cử được công bố ngày 15 tháng 2015. Người thắng giải đậm.

### Ca khúc xuất sắc nhất
- Ellie Goulding — "Love Me Like You Do"
- Major Lazer và DJ Snake (featuring MØ) — "Lean On"
- Mark Ronson (featuring Bruno Mars) — "Uptown Funk"
- Taylor Swift (featuring Kendrick Lamar) — "Bad Blood"
- Wiz Khalifa (featuring Charlie Puth) — "See You Again"

### Video xuất sắc nhất
- Kendrick Lamar — "Alright"
- Macklemore & Ryan Lewis — "Downtown"
- Sia — "Elastic Heart"
- Pharrell Williams — "Freedom"
- Taylor Swift (featuring Kendrick Lamar) — "Bad Blood"

### Nữ nghệ sĩ xuất sắc nhất
- Ellie Goulding
- Miley Cyrus
- Nicki Minaj
- Rihanna
- Taylor Swift

### Nam nghệ sĩ xuất sắc nhất
- Pharrell Williams
- Kanye West
- Justin Bieber
- Jason Derulo
- Ed Sheeran

### Nghệ sĩ mới xuất sắc nhất
- Tori Kelly
- Shawn Mendes
- Jess Glynne
- James Bay
- Echosmith

### Nghệ sĩ Pop xuất sắc nhất
- 5 Seconds of Summer
- Ariana Grande
- Justin Bieber
- One Direction
- Taylor Swift

### Nghệ sĩ Electronic xuất sắc nhất
- Avicii
- Calvin Harris
- Martin Garrix
- David Guetta
- Major Lazer

### Nghệ sĩ Rock xuất sắc nhất
- AC/DC
- Coldplay
- Foo Fighters
- Muse
- Royal Blood

### Nghệ sĩ Alternative xuất sắc nhất
- Fall Out Boy
- Florence and the Machine
- Lana Del Rey
- Lorde
- Twenty One Pilots

### Nghệ sĩ Hip-Hop xuất sắc nhất
- Kanye West
- Kendrick Lamar
- Nicki Minaj
- Wiz Khalifa
- Drake

### Nghệ sĩ biểu diễn live xuất sắc
- Ed Sheeran
- Taylor Swift
- Katy Perry
- Foo Fighters
- Lady Gaga và Tony Bennett

### Trình diễn trên sân khấu thế giới xuất sắc nhất
- Afrojack
- Alicia Keys
- B.o.B.
- Biffy Clyro
- Charli XCX
- Dizzee Rascal
- Ed Sheeran
- Iggy Azalea
- Jason Derulo
- Jessie Ware
- Kaiser Chiefs
- Rita Ora
- Slash
- Tomorrowland
- YYG
- Beyoncé
- Rihanna

### Nghệ sĩ đột phá nhất
- James Bay
- Jess Glynne
- Echosmith
- Kwabs
- Natalie La Rose
- Royal Blood
- Shawn Mendes
- Shamir
- Tori Kelly
- Years & Years
- Zara Larsson

### Nghệ sĩ có nhiều người hâm mộ nhất
- 5 Seconds Of Summer
- Justin Bieber
- Katy Perry
- One Direction
- Taylor Swift

### Ngoại hình ấn tượng nhất
- Justin Bieber
- Nicki Minaj
- Rita Ora
- Taylor Swift
- Macklemore & Ryan Lewis

### Màn hợp tác xuất sắc nhất
- David Guetta (featuring Nicki Minaj, Bebe Rexha và Afrojack) — "Hey Mama"
- Skrillex và Diplo (featuring Justin Bieber) — "Where Are Ü Now"
- Mark Ronson (featuring Bruno Mars) — "Uptown Funk"
- Taylor Swift (featuring Kendrick Lamar) — "Bad Blood"
- Wiz Khalifa (featuring Charlie Puth) — "See You Again"

### Video Visionary Award
- Duran Duran

## Đề cử theo khu vực

### Chây Âu
Nghệ sĩ Anh Quốc và Ireland xuất sắc nhất
- Jess Glynne
- Little Mix
- One Direction
- Ed Sheeran
- Years & Years

Nghệ sĩ Đan Mạch xuất sắc nhất
- Ankerstjerne
- Christopher
- Djämes Braun
- Lukas Graham
- Topgunn

Nghệ sĩ Phần Lan xuất sắc nhất
- Antti Tuisku
- '''JVG'''
- Kasmir
- Mikael Gabriel
- Robin

Nghệ sĩ Na Uy xuất sắc nhất
- Astrid S
- Donkeyboy
- Kygo
- Madcon
- Sandra Lyng

Nghệ sĩ Thụy Điển xuất sắc nhất
- Alesso
- Avicii
- The Fooo Conspiracy
- Tove Lo
- Zara Larsson

Nghệ sĩ Đức xuất sắc nhất
- Andreas Bourani
- Cro
- Lena
- Revolverheld
- Robin Schulz

Nghệ sĩ Hà Lan xuất sắc nhất
- Dotan
- '''Kensington'''
- Martin Garrix
- Natalie La Rose
- Oliver Heldens

Nghệ sĩ Bỉ xuất sắc nhất
- Dimitri Vegas & Like Mike
- Lost Frequencies
- Netsky
- Oscar & The Wolf
- Selah Sue

Nghệ sĩ Thụy Sĩ xuất sắc nhất
- DJ Antoine
- Lo & Leduc
- Stefanie Heinzmann
- Can "Stress" Canatan
- 77 Bombay Street

Nghệ sĩ Pháp xuất sắc nhất
- The Dø
- The Avener
- Black M
- Christine and the Queens
- Fréro Delavega

Nghệ sĩ Ý xuất sắc nhất
- Fedez
- The Kolors
- Marco Mengoni
- J-Ax
- Tiziano Ferro

Nghệ sĩ Tây Ban Nha xuất sắc nhất
- Alejandro Sanz
- Leiva
- Neuman
- Sweet California
- Rayden

Nghệ sĩ Bồ Đào Nha xuất sắc nhất
- Agir
- Carlão
- Carolina Deslandes
- D.A.M.A
- Richie Campbell

Nghệ sĩ Hy Lạp xuất sắc nhất
- Stavento
- Rec
- Despina Vandi
- Giorgios Mazonakis
- Giorgos Sampanis

Nghệ sĩ Ba Lan
- '''Margaret'''
- Natalia Nykiel
- Sarsa
- Tabb & Sound'n'Grace
- Tede

Nghệ sĩ Nga xuất sắc nhất
- IOWA
- Quest Pistols
- Serebro
- Ivan Dorn
- MBand

Nghệ sĩ Romani xuất sắc nhất
- Dan Bittman
- Feli
- Inna
- Randi
- Smiley

Nghệ sĩ Adria xuất sắc nhất
- 2Cellos
- Daniel Kajmakoski
- Hladno pivo
- Marčelo
- Sassja

Nghệ sĩ Israel xuất sắc nhất
- Café Shahor Hazak
- Eden Ben Zaken
- Eliad
- E-Z
- Guy & Yahel

### Châu Phi và Ấn Độ
Nghệ sĩ châu Phi xuất sắc nhất
- Yemi Alade
- AKA
- Diamond Platnumz
- Davido
- DJ Arafat

Nghệ sĩ Ấn Độ xuất sắc nhất
- Indus Creed
- Monica Dogra
- Priyanka Chopra
- The Ska Vengers
- Your Chin

### Châu Á
Nghệ sĩ Nhật Bản xuất sắc nhất
- Babymetal
- Dempagumi.inc
- Sandaime J Soul Brothers
- One Ok Rock
- Sekai no Owari

Nghệ sĩ Hàn Quốc xuất sắc nhất
- B1A4
- Bangtan Boys
- Got7
- GFriend
- VIXX

Nghệ sĩ Đông Nam Á xuất sắc nhất
- Faizal Tahir
- James Reid
- Nadine Lustre
- Noah
- Slot Machine
- Sơn Tùng M-TP
- The Sam Willows

Nghệ sĩ Trung Quốc & Hong Kong xuất sắc nhất
- Hàn Canh
- Trương Lương Dĩnh
- Cổ Cự Cơ
- Tan Weiwei
- Uniq

Nghệ sĩ Đài Loan xuất sắc nhất
- Châu Kiệt Luân
- Lâm Tuấn Kiệt
- Thái Y Lâm
- Kenji Wu
- Vương Lực Hoành

### Australia & New Zealand
Nghệ sĩ Australia xuất sắc nhất
- Guy Sebastian
- Peking Duk
- Sia
- Vance Joy
- 5 Seconds of Summer

Nghệ sĩ New Zealand xuất sắc nhất
- Avalanche City
- Gin Wigmore
- Savage
- Six60
- Broods

### Mỹ Latinh
Nghệ sĩ Brazil xuất sắc nhất
- Anitta
- Emicida
- Ludmilla
- MC Guime
- Projota

Nghệ sĩ Bắc Mỹ Latinh xuất sắc nhất
- Enjambre
- Ha*Ash
- Mario Bautista
- Kinky
- Natalia Lafourcade

Nghệ sĩ Trung Mỹ Latinh xuất sắc nhất
- ChocQuibTown
- J Balvin
- Javiera Mena
- Pasabordo
- Piso 21

Nghệ sĩ Nam Mỹ Latinh xuất sắc nhất
- Axel
- Indios
- Maxi Trusso
- No Te Va Gustar
- Tan Biónica

### Bắc Mỹ
Nghệ sĩ Mỹ xuất sắc nhất
- Beyoncé
- Kendrick Lamar
- Nick Jonas
- Nicki Minaj
- Taylor Swift

Nghệ sĩ Canada xuất sắc nhất
- Carly Rae Jepsen
- Drake
- Justin Bieber
- Shawn Mendes
- The Weeknd

## Đề cử toàn cầu

### Nghệ sĩ châu Âu xuất sắc nhất[9]
- Agir
- Astrid S
- Black M
- Daniel Kajmakoski
- Dimitri Vegas & Like Mike
- Eliad
- Giorgios Mazonakis
- Inna
- JVG
- Kensington
- Lena Meyer-Landrut
- Little Mix
- Lukas Graham
- Marco Mengoni
- Margaret
- MBAND
- Stefanie Heinzmann
- Sweet California
- The Fooo Conspiracy

### Nghệ sĩ châu Phi và Ấn Độ xuất sắc nhất
- Diamond Platnumz
- Priyanka Chopra

### Nghệ sĩ châu Á xuất sắc nhất
- Dempagumi.inc
- Bangtan Boys
- Sơn Tùng M-TP
- Trương Lương Dĩnh
- Châu Kiệt Luân

### Nghệ sĩ Australia & New Zealand xuất sắc nhất
- 5 Seconds of Summer
- Savage

### Nghệ sĩ Mỹ La tinh xuất sắc nhất
- Anitta
- Axel
- J Balvin
- Mario Bautista

### Nghệ sĩ Bắc Mỹ xuất sắc nhất
- Justin Bieber
- Taylor Swift

## Công bố giải thưởng
- Shay Mitchell vàAshley Benson — công bố Nam nghệ sĩ xuất sắc nhất
- Novak Djokovic — công bố Nghệ sĩ Hip-Hop xuất sắc nhất
- Hailey Baldwin, Bianca Balti và Tinie Tempah — công bố Video xuất sắc nhất
- Ruby Rose — Nghệ sĩ Bắc Mỹ xuất sắc nhất
- Ruby Rose — công bố Video Visionary Award
- Martin Garrix và Charli XCX — công bố Màn hợp tác xuất sắc nhất
- Fifth Harmony — công bố Nghệ sĩ có ngoại hình ấn tượng nhất